# Kalameny
Kalameny (in ungherese Kelemenfalu) è un comune della Slovacchia facente parte del distretto di Ružomberok, nella regione di Žilina.